# Gedachten aan moord
Gedachten aan moord is een hoorspel van Paul Barz. Mordgedanken werd op 11 april 1976 door de Hessischer Rundfunk uitgezonden. Coert Poort vertaalde het. Het werd in twee versies uitgezonden:
- De NCRV zond het uit op maandag 26 juni 1978, van 22:17 uur tot 23:00 uur (met een herhaling op maandag 11 juni 1979). De regisseur was Ab van Eyk.

## Rolbezetting (NCRV)
- Gijsbert Tersteeg (consul Breckhoff)
- Enny de Leeuwe (vrouw)
- Paul van der Lek (inspecteur Hartmann)
- Jan Wegter (chauffeur)
- Willy Ruys (hoofdinspecteur Kröger)

- De BRT zond het uit op zondag 18 februari 1979. De regisseur was Jos Joos.

## Rolbezetting (BRT)
- François Bernard (consul Breckhoff)
- Diane de Ghouy (z’n vrouw)
- Ugo Prinsen (inspecteur Hartmann)
- Walter Cornelis (de chauffeur)
- Anton Cogen (hoofdinspecteur Kröger)

## Inhoud
Bij twee stokoude echtelieden meldt zich politie-inspecteur Hartmann. Hij wil, na een anoniem telefoontje, onderzoek doen naar de verdwenen neef van de heer des huizes. Alleen: het telefoontje heeft de oude man zelf gepleegd, en dat niet voor het eerst. De beide mensjes vervelen zich immers, dus halen ze kortweg, net als ook anderen doen, maar reëler, de nietsvermoedende inspecteur in huis - om "commissarisje te spelen". Uiteindelijk echter is er bij de oudjes niet alleen de tot routine geworden commissaris "op bestelling", maar ook een echt slachtoffer…